# Hermano menor
Hermano menor és una pel·lícula dramàtica social espanyola del 1953 dirigida per Domingo Viladomat amb un guió de José Rodulfo Boeta.

## Sinopsi
Dos nois resten orfes de pare, que se suïcida als suburbis d'una gran ciutat. El germà gran pren cura del germà petit per tal que pugui estudiar.

## Repartiment
- Gustavo Re
- María Rivas
- Alain Soumet
- Enric Guitart i Matas
- María Asquerino
- Manolo Morán
- Margarita Lozano
- Félix de Pomés

## Premis
La pel·lícula va aconseguir un premi econòmic de 350.000 ptes, als premis del Sindicat Nacional de l'Espectacle de 1952.